# Швидкий тризуб

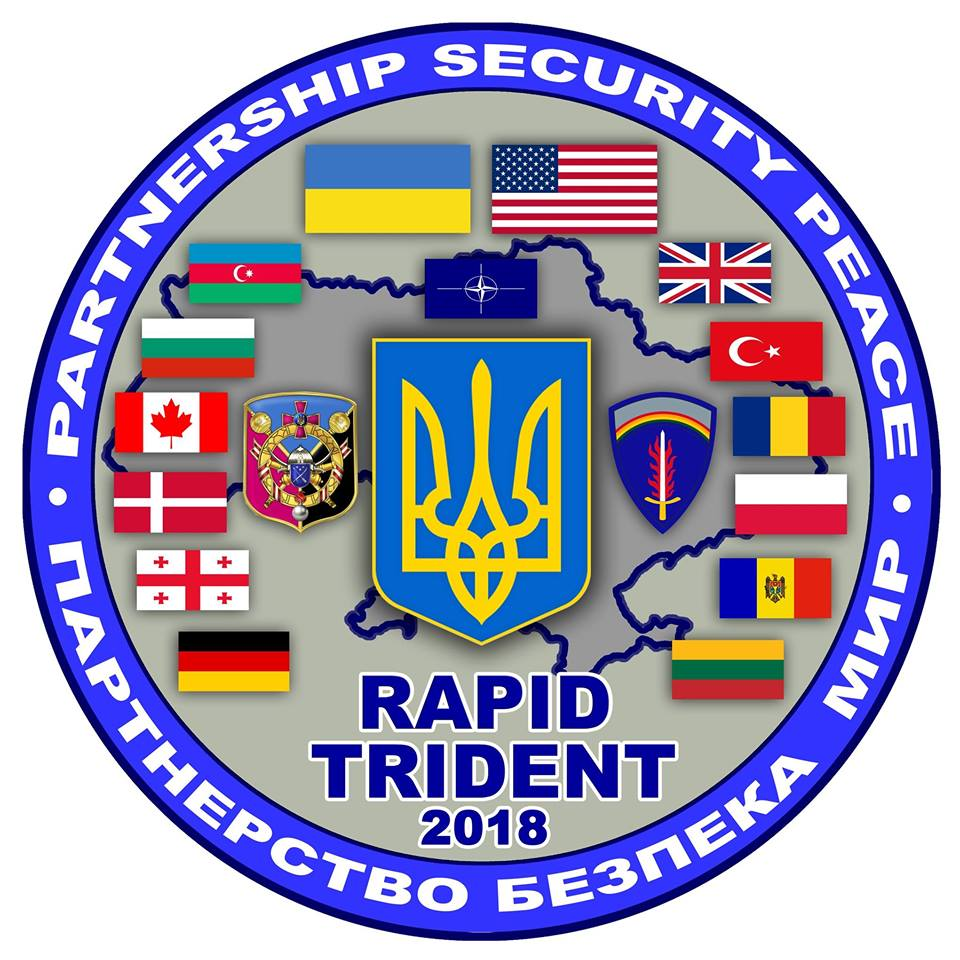
Логотип 2018

«Швидкий тризуб» (англ. Rapid Trident; транслітерація «Ре́під Тра́йдент») — військові навчання на території України, переважно на території Яворівського військового полігону з 2006 року в рамках програми «Партнерство заради миру» за участю військовослужбовців країн НАТО.
Метою їх проведення є підготовка до спільних дій у складі багатонаціональних сил під час коаліційних операцій.

## Хронологія навчань

### Репід Трейдент— 2013
У навчанні «РепідТрайдент-2013» брали участь понад 1 300 військовослужбовців з 16 країн. До заходу було залучено більше 800 одиниць озброєння та майже 170 військових автомобілів і бойових машин. Для відпрацювання аеромобільної операції та елементів евакуації поранених із поля бою було задіяно чотири вертольоти Мі-8, військово-транспортний літак АН-26 від Збройних Сил України та німецький транспортний літак С-160. За час навчання здійснено понад 500 стрибків із парашутом з вертольотів Мі-8, українського літака АН-26 та німецького С-160.

### Репід Трейдент— 2014
У навчанні «РепідТрайдент-2014», котрі проходили з 11 по 28 вересня, брали участь 1200 (за іншими даними — 1300) військовослужбовців з 12 країн-членів НАТО, а також з Азербайджану, Грузії та Молдови.

### Репід Трейдент— 2015
У навчанні «РепідТрайдент-2015», що проходили з 20 по 31 липня, взяли участь 1800 військовослужбовців з 18 країн. Україну на навчаннях представляли близько 800 військовослужбовців, а саме десантники, розвідники, група спеціального призначення, бійці Національної гвардії та курсанти військових академій, зокрема Львівської академії сухопутних військ. Серед іноземних учасників навчань — представники Бельгії, Болгарії, Великої Британії, Грузії, Естонії, Іспанії, Канади, Латвії, Литви, Молдови, Німеччини, Норвегії, Польщі, Румунії, США, Туреччини та Швеції. Американців понад 500, а ось Бельгію представляє лише один військовослужбовець. Гості привезли з собою майже 900 одиниць зброї, близько 130 бойових машин та автомобілів. Пройдуть навчальні стрільби зі стрілецької зброї, будуть задіяні бронетехніка та гелікоптери армійської авіації.

### Репід Трейдент— 2016
У навчанні «РепідТрайдент-2016», які проходять у період з 27 червня 2016 р. по 11 липня 2016 р. на Яворівському полігоні (Львівська область) візьме участь понад 1800 військовослужбовців з 13 країн світу. Крім українських військовослужбовців до навчань залучено солдатів та офіцерів зі США, Канади, Великої Британії, Болгарії, Литви, Туреччини, Румунії, Грузії, Молдови, Польщі, Норвегії та Швеції. Найбільші іноземні контингенти — від армій США та Канади. Загалом понад 400 осіб. Вітчизняне угрупування, задіяне у міжнародному військовому навчанні, представлено військовослужбовцями однієї з бойових бригад Сухопутних військ ЗС України, військовослужбовцями ВДВ ЗС України, Морської піхоти, курсантами Національної академії сухопутних військ імені гетьмана Петра Сагайдачного, Військової академії з міста Одеса та окремим підрозділом Національної гвардії України. Переважна більшість українських військовослужбовців із досвідом участі у бойових діях в зоні АТО. Також до проведення навчання залучатимуться військовослужбовці LITPOLUKRBRIG, багатонаціональної бригади, яка була створена у 2014 році.
Під час практичних занять використовуватиметься понад 200 одиниць військових автомобілів та бойових броньованих машин та 2 вертольоти Мі-8.
28 червня 2016 року у рамках навчань взвод українських бійців морської піхоти виконував практичне завдання по захопленню важливого рубежу. Військовим потрібно було взяти під контроль і закріпитися на позиціях біля стратегічно важливого об'єкта — переправи через дамбу. У ролі умовного супротивника («OPFOR») виступали бійці об'єднаного підрозділу — курсанти військової академії Одеси та військовослужбовці з Болгарії. Українські військові діяли в агресивному стилі, атака була виконана професійно, незважаючи на дощ і дії противника. Однак у морських піхотинців після навчальної операції був один умовно «поранений» боєць і один умовно «загиблий».

### Репід Трейдент— 2018
3 вересня 2018 р. на базі Міжнародного центру миротворчості та безпеки Національної академії Сухопутних військ імені гетьмана Петра Сагайдачного відбулось відкриття багатонаціонального українсько-американського командно-штабного навчання із залученням військ «Rapid Trident — 2018».
У церемонії взяли участь особовий склад та командири контингентів всіх країн-учасниць навчання, співкерівники навчання від України — генерал-майор Едуард Москальов від Сполучених Штатів Америки — полковник Тім Клівленд, представники державних органів країн-співкерівників та учасників навчання.
«Репід Трайдент — 2018» став наймасштабнішим спільним сухопутним навчанням підрозділів Збройних Сил України, інших військових формувань України (Національної гвардії України, Державної прикордонної служби України та Управління Державної охорони) та військових підрозділів іноземних держав. У ньому взяли участь військові підрозділи 10 країн-членів НАТО та 4 країн — партнерів НАТО, всього — 14 країн, а саме — Україна, США, Азербайджан, Болгарія, Велика Британія, Грузія, Данія, Канада, Литва, Молдова, Німеччина, Румунія, Польща, Туреччина. Також у цьогорічному «Репід Трайдент-2018» беруть участь військовослужбовці багатонаціональної Литовсько-Польсько-Української бригади імені великого гетьмана Костянтина Острозького.
До навчання залучено понад 350 одиниць техніки та понад 2200 військовослужбовців, передбачено дві фази навчання — командно-штабна та польова. За цей час українські військові та їх колеги з країн — партнерів відпрацьовують низку завдань як бойового, так й логістичного та гуманітарного характеру.
Детальніше на офіційній сторінці навчання https://www.facebook.com/RapidTrident2018/

### Репід Трейдент— 2019
16 вересня 2019 року у Львівській області в Міжнародному центрі миротворчості та безпеки почалися щорічні українсько-американські командно-штабні військові навчання Rapid Trident («Стрімкий тризуб-2019»).
Близько 3800 військовослужбовців із 14 країн світу — членів і партнерів НАТО, а це США, Канада, Польща, Велика Британія, Литва, Молдова, Грузія та Україна — протягом двох тижнів спільно відпрацьовуватимуть бойові навички. Цього року вперше у такому вишколі бере участь українська бригада. Це 10-та окрема гірсько-штурмова бригада, яка одночасно також тренується на Яворівському полігоні в рамках спільних українсько-натовських навчаннях. Також в навчаннях беруть участь Національна гвардія, Національна поліція і прикордонники.
Цьогоріч у міжнародних навчаннях Rapid Trident-2019 на Яворівському полігоні беруть участь близько 3800 військовослужбовців із 14 країн і це ще більш масштабний вишкіл, аніж торік, коли спільно тренувались 2200 військовослужбовців. На полігоні залучено майже 700 одиниць автомобільної техніки і бойових броньованих машин, 4 гелікоптери Мі-8 бригади армійської авіації, що вдвічі більше, аніж у 2018 році.
В рамках Rapid Trident військовослужбовці за допомогою комп'ютерів і спеціального програмного забезпечення зможуть моделювати дії і своїх підрозділів, і умовного противника. Сценарій навчання включає відпрацювання бойових дій під час водного захоплення території і визволення населеного пункту від ворога.

### Репід Трайдент 2021
На навчаннях, які тривали з 20 вересня по 1 жовтня 2021 року, взяли участь близько 6000 військовослужбовців із 15 країн.

## Галерея

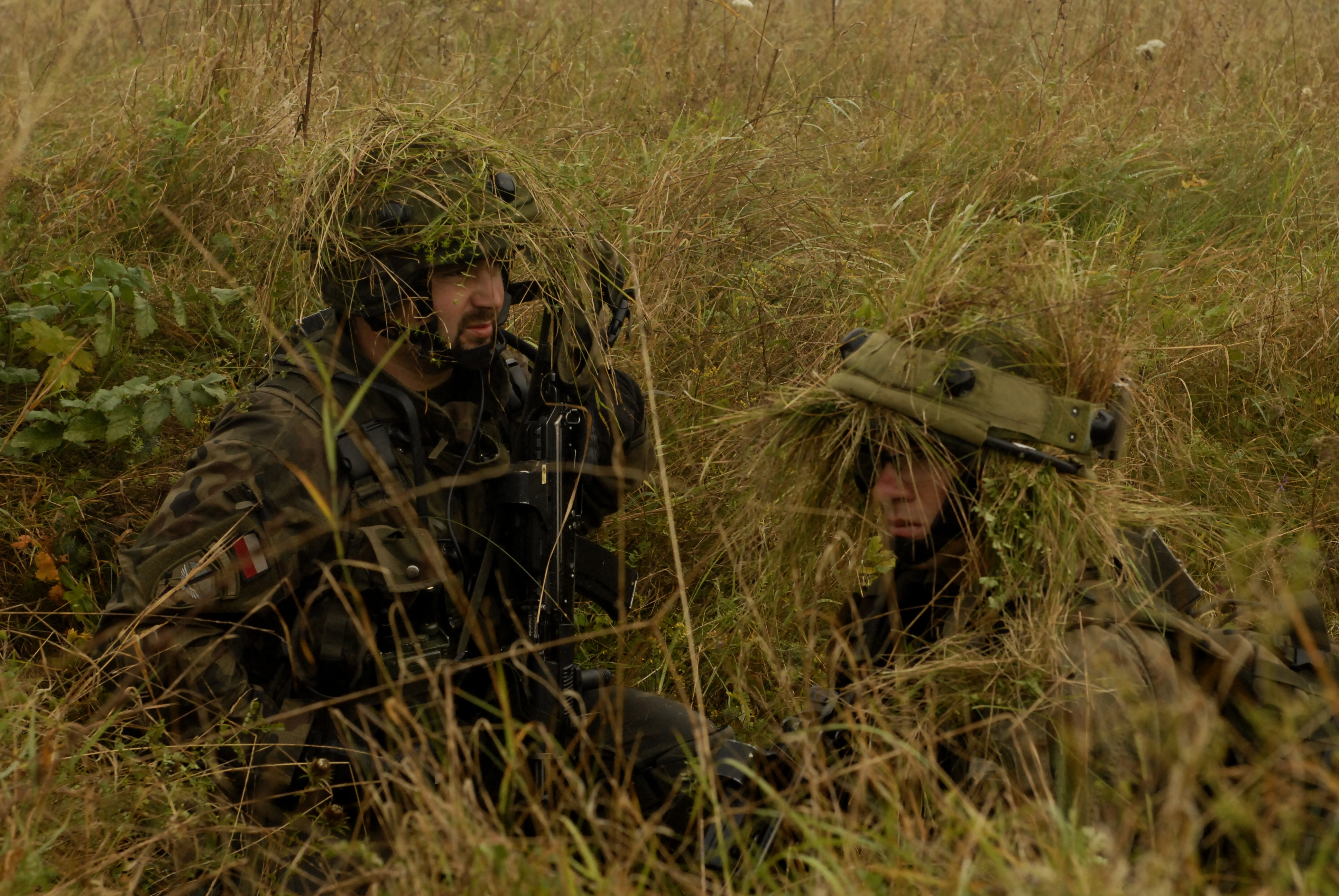
Польські солдати готуються для засідки під час тренування «Репід Трайдент-2007», 22 серпня 2007
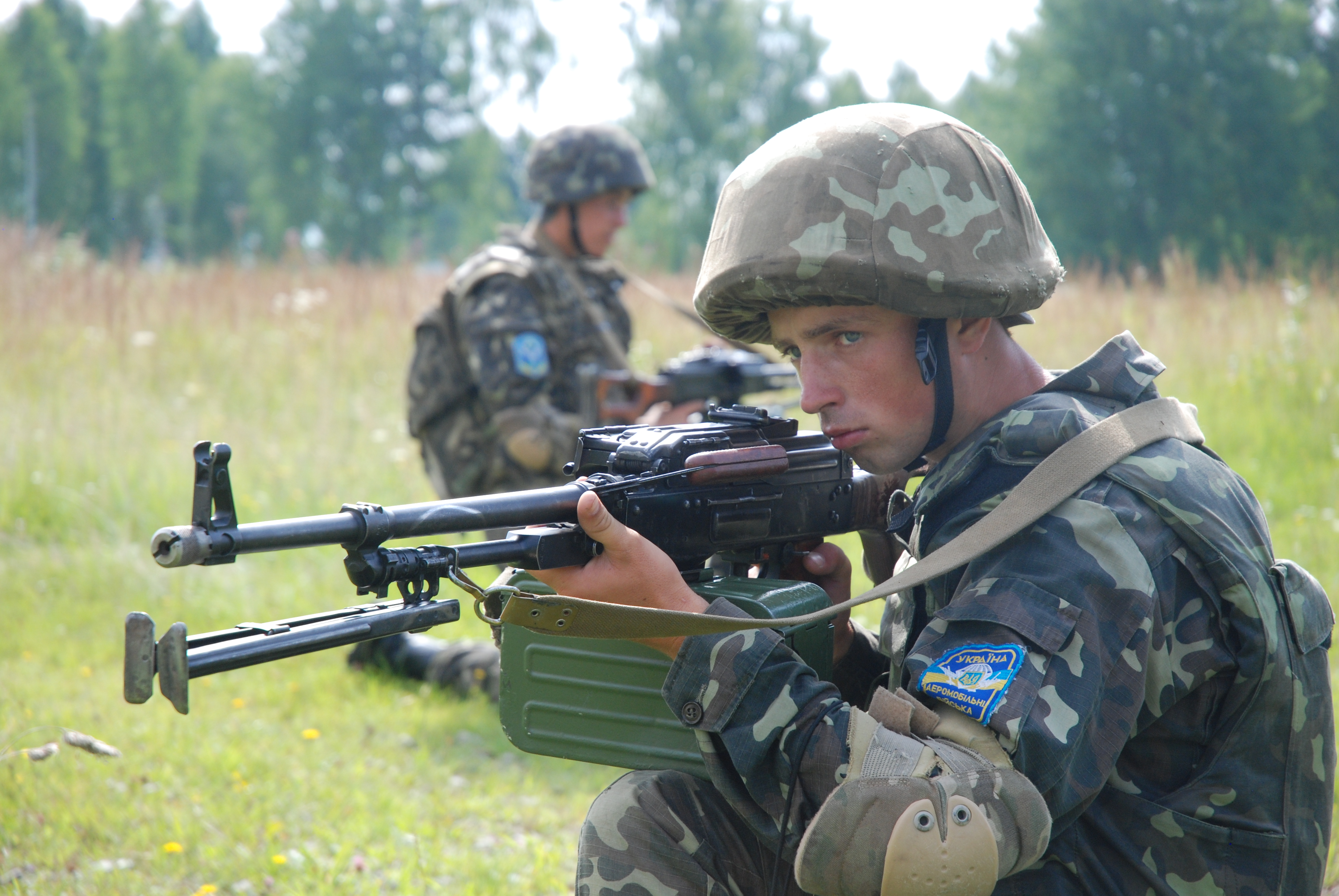
Українські солдати під час «Репід Трайдент-2011», 9 липня 2011
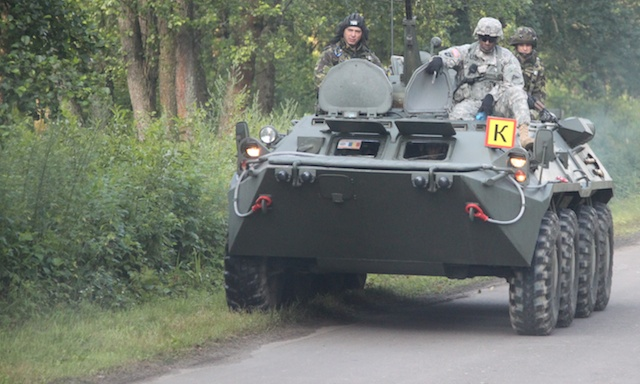
Американські, сербські та німецькі солдати на румунському бронетранспортері під час «Репід Трайдент-2012», 17 липня 2012
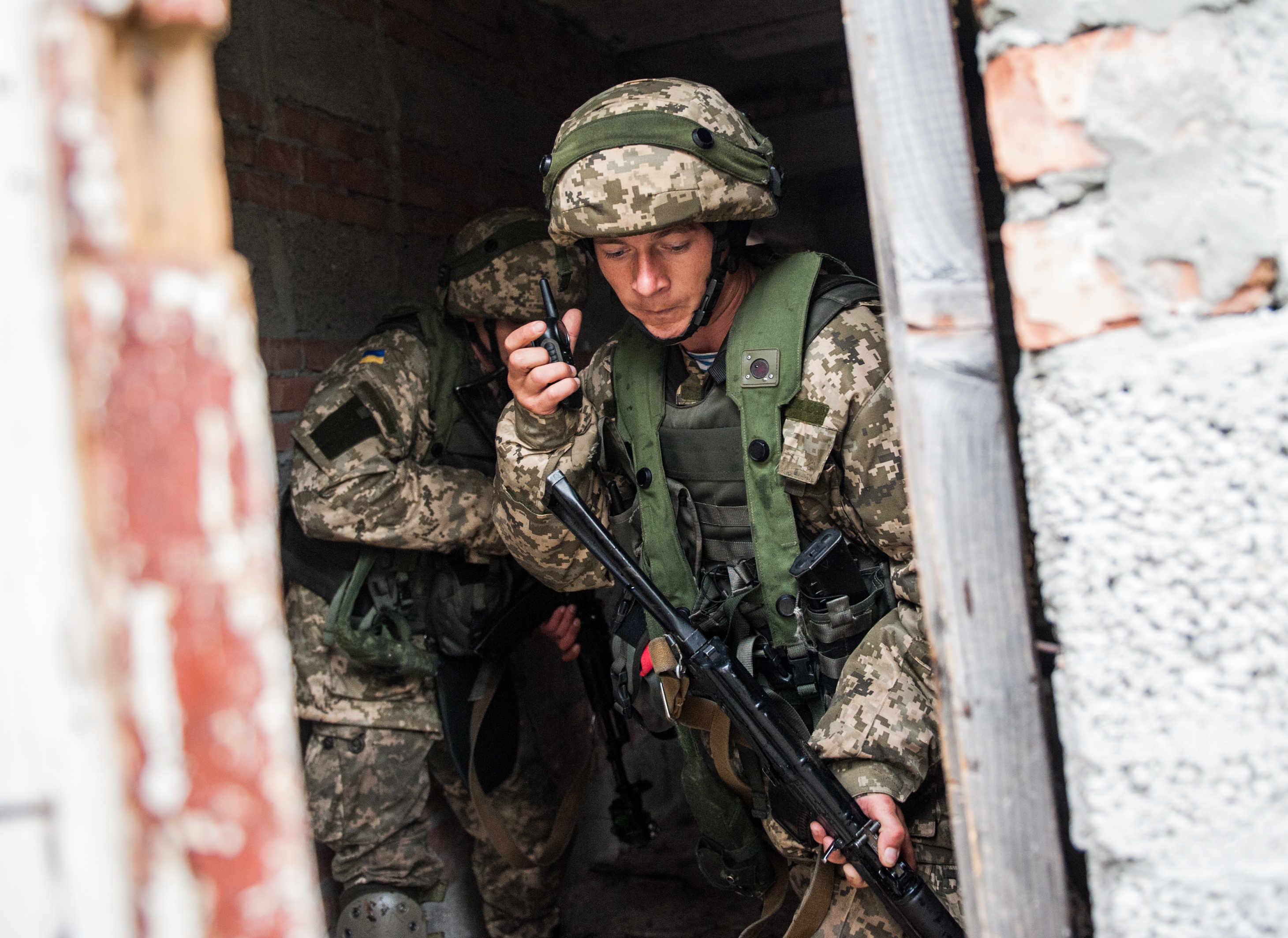
Українські солдати під час «Репід Трайдент-2014», 23 вересня 2014
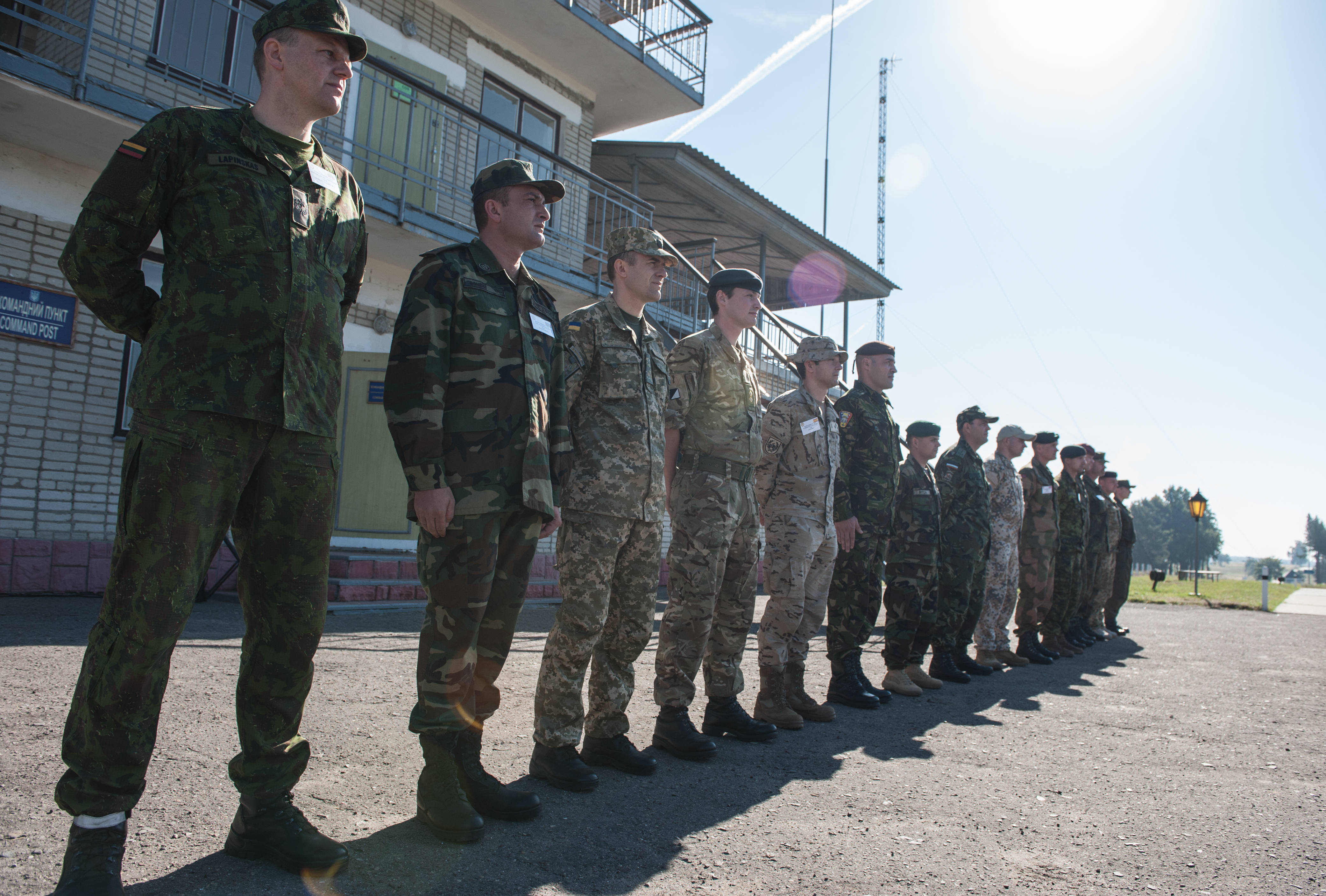
Військові країн-учасників навчань «Репід Трайдент-2014» у зборі перед командним пунктом навчального центру, 19 вересня 2014
Виступ американського вокально-інструментального гурту перед учасниками навчань «Репід Трайдент-2014», 20 вересня 2014
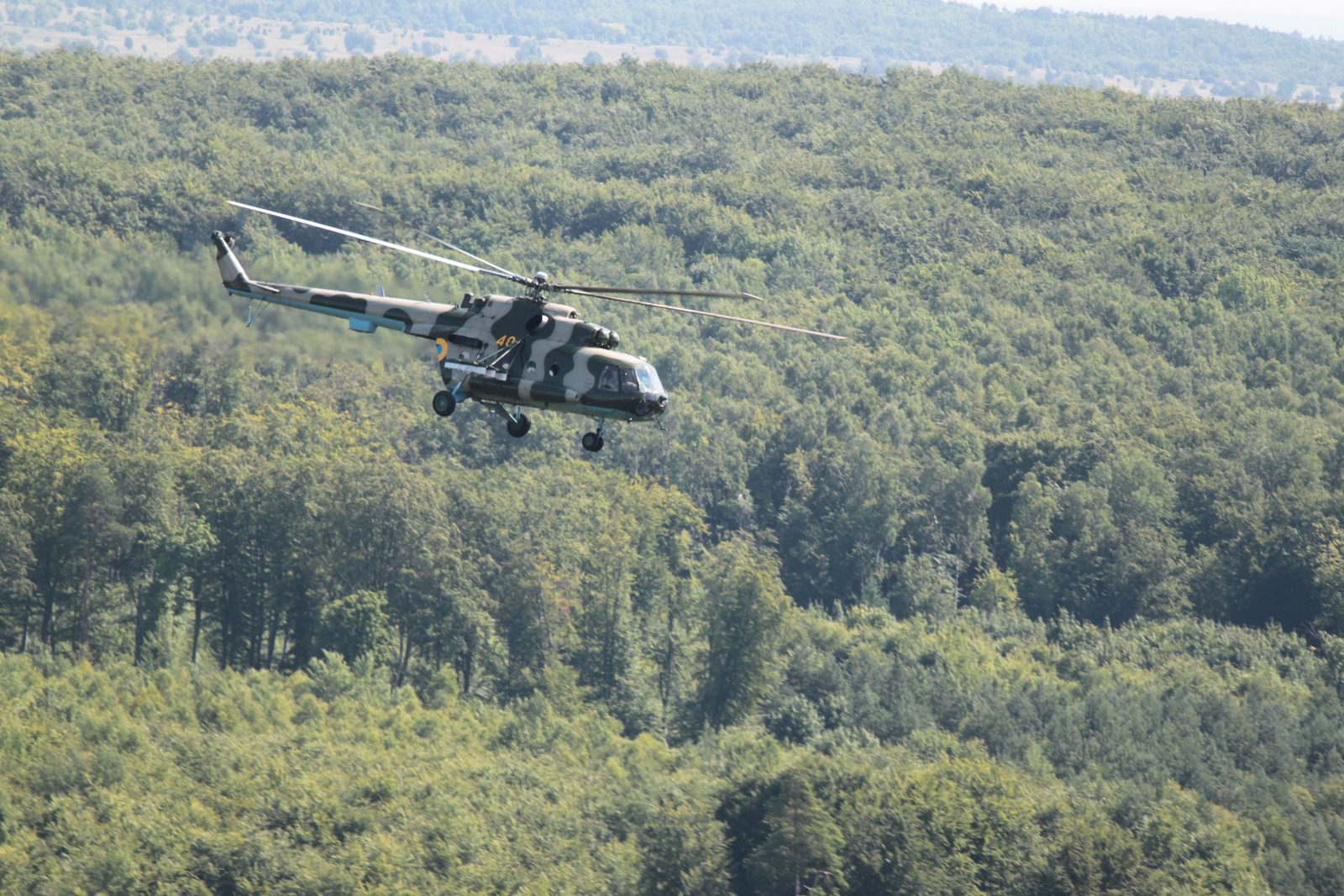
Український гелікоптер Мі-8 транспортує десантників під час навчань «Репід Трайдент-2013», 9 липня 2013
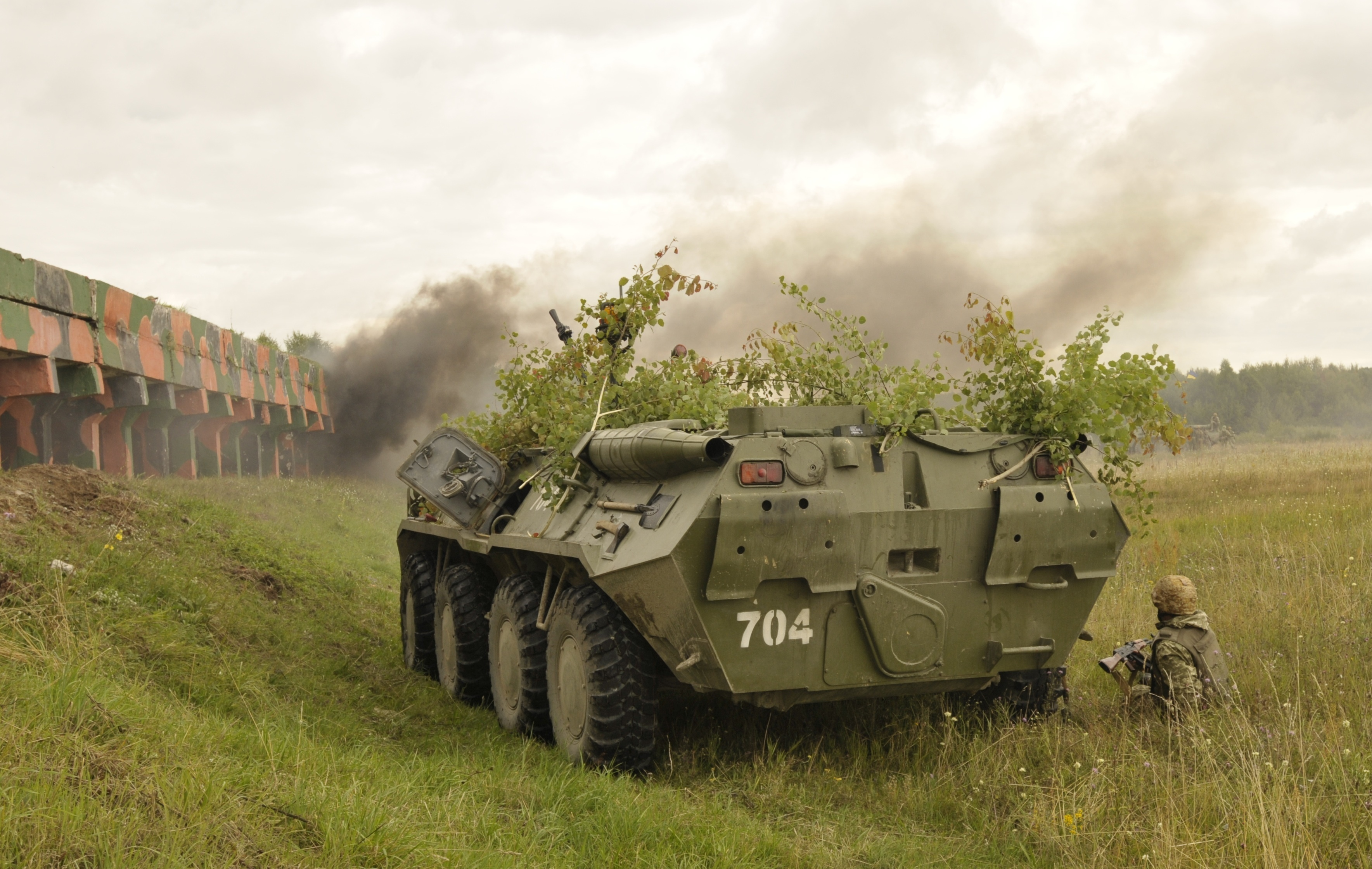
Відпрацювання атаки десантом БТР-80. «Швидкий тризуб-2015»
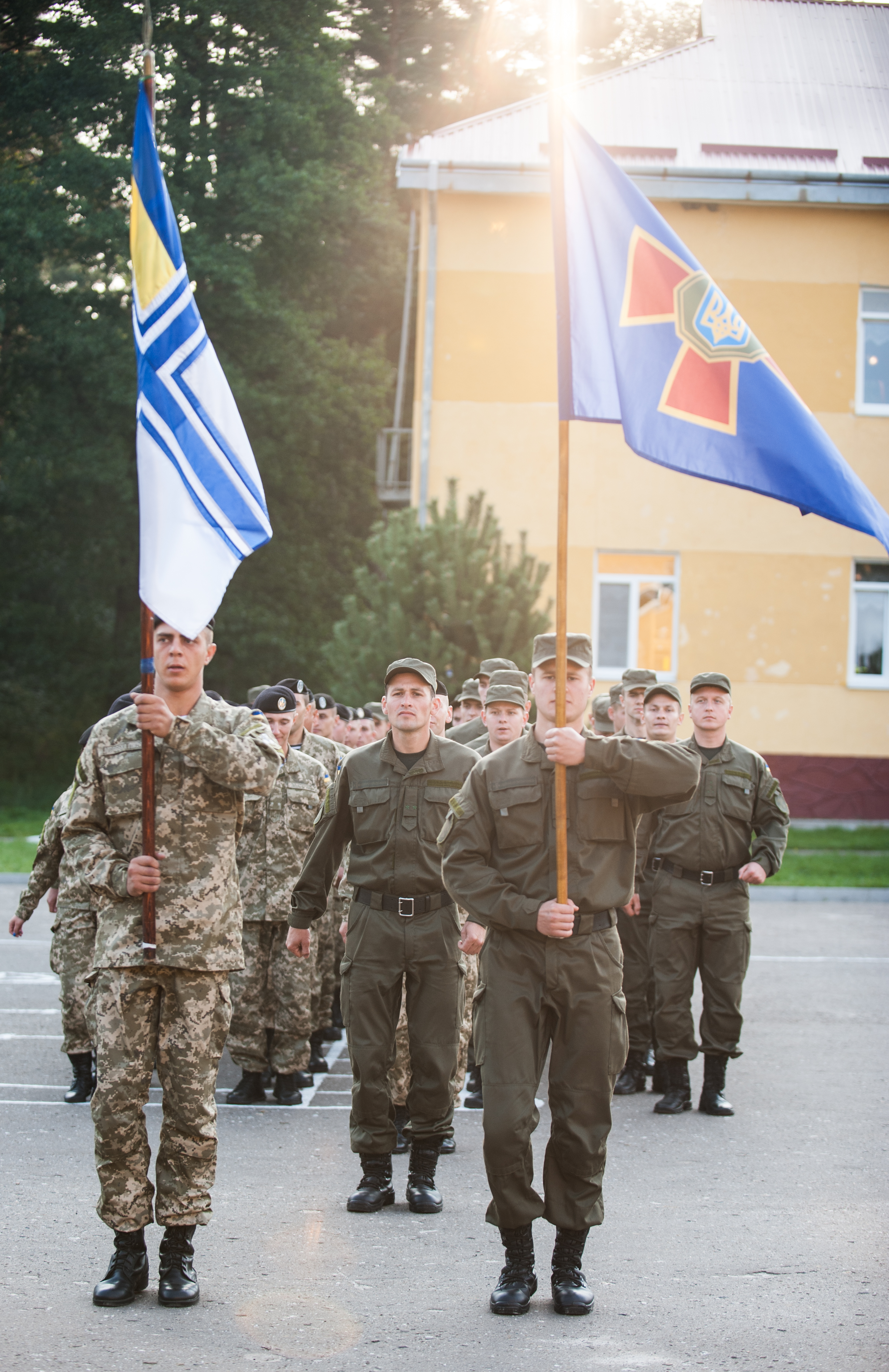
2014